# Château de Sassangy
Le château de Sassangy est situé sur la commune de Sassangy en Saône-et-Loire, en contrebas du village, sur une terrasse dominant un fond de vallée.

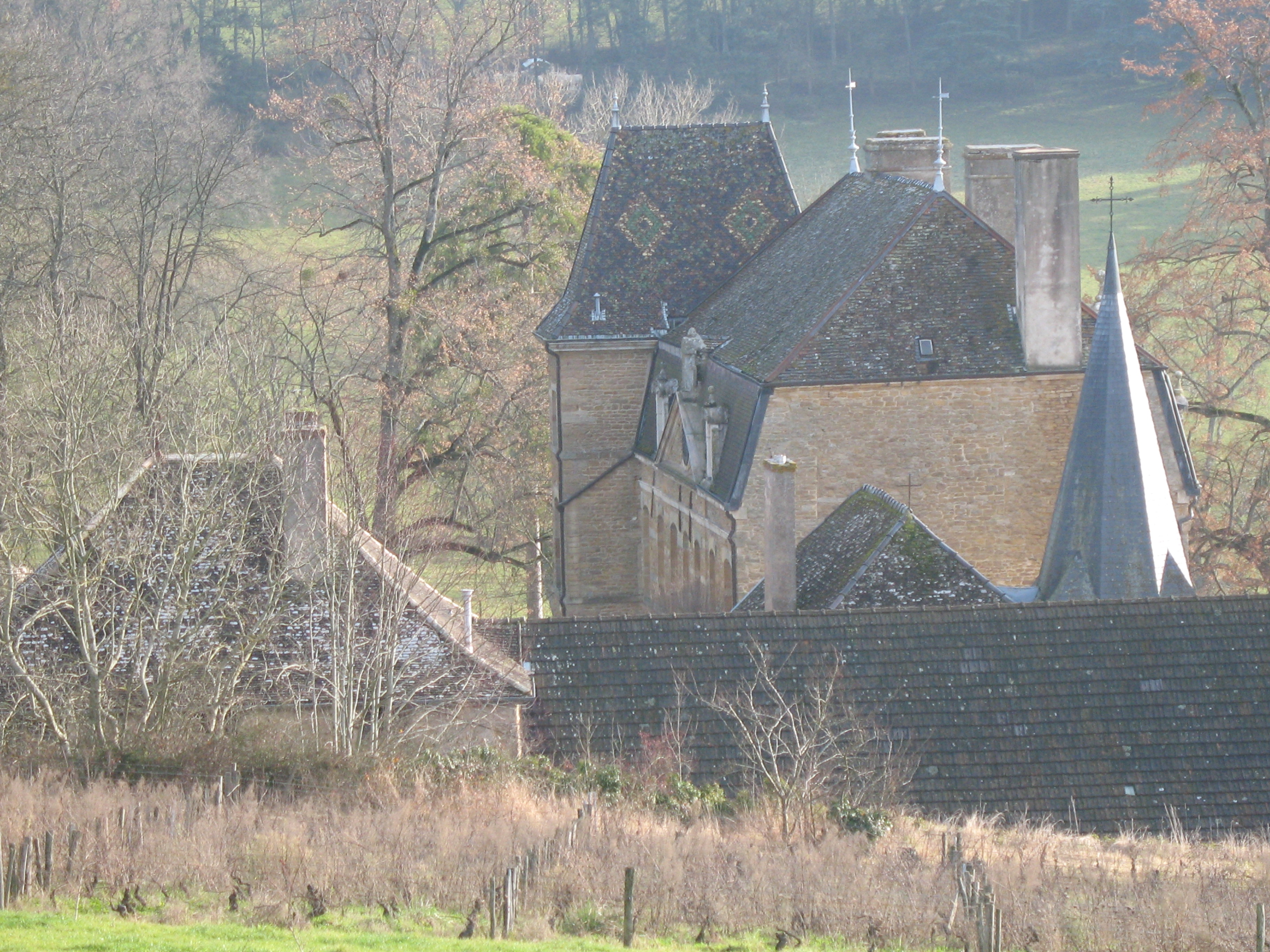
Château de Sassangy.

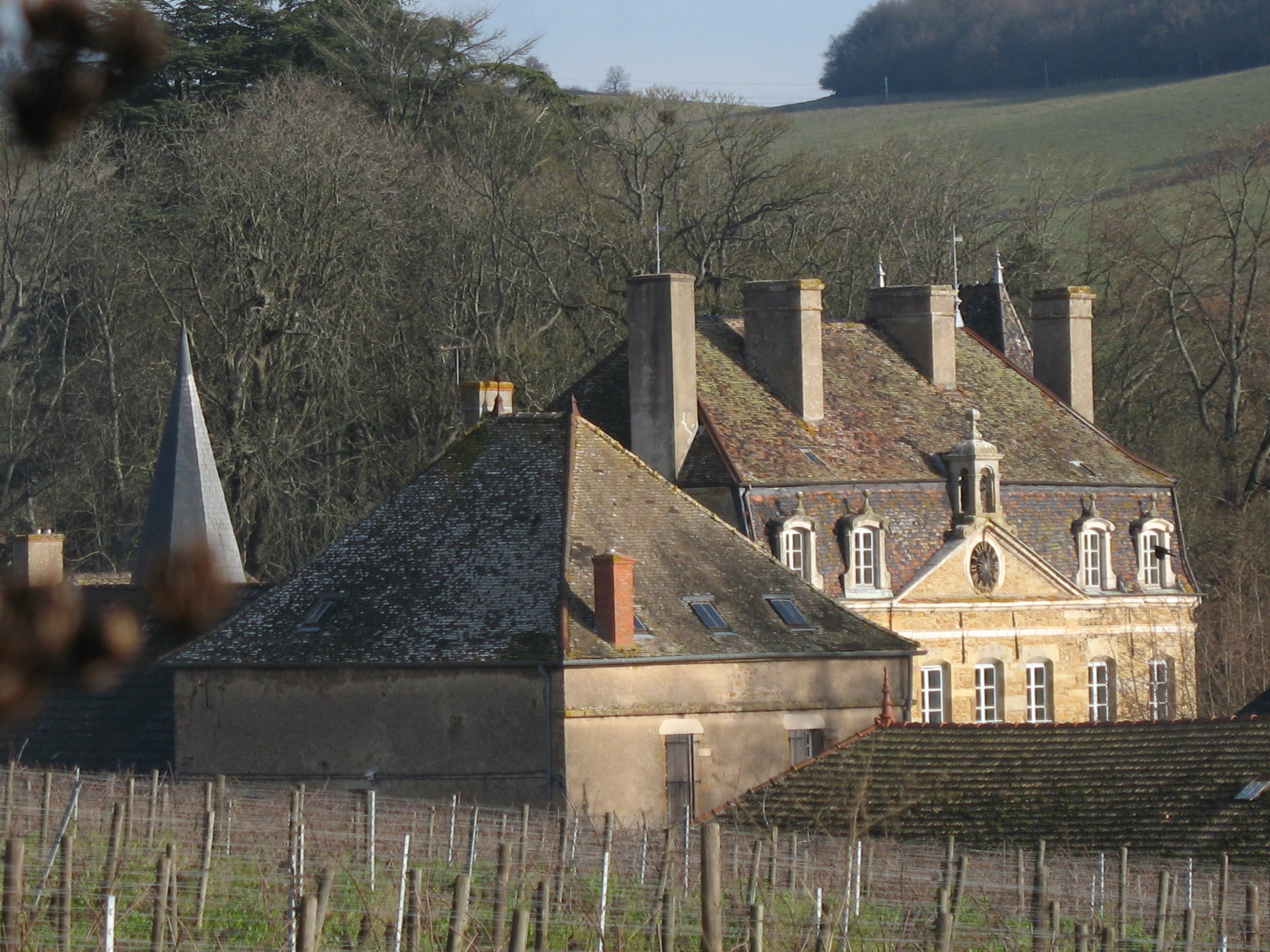
Château de SassangyLes toitures.

## Description
Le château, de plan rectangulaire, est construit sur le bord d'une terrasse naturelle, qui en constitue le soubassement. Au centre de la façade sud, se détache en légère avancée un avant-corps de trois travées surmonté d'un fronton triangulaire à oculus, couronné d'un clocheton. La façade nord présente la même disposition. Des boules d'amortissement complètent les lucarnes à pignon découvert. De part et d'autre du corps central, des bandeaux règnent avec les appuis des fenêtres. À l'origine, le bâtiment était flanqué de deux pavillons, dans le même alignement, cités dans un dénombrement de 1758 - 1759 et qui furent abattus en 1925 - 1926. Contre le pignon est, fut alors édifiée une petite tour carrée à toit très aigu.
Le château est relié au parc, aujourd'hui en presque totalité transformé en pâtures, par un escalier en fer à cheval à deux doubles volées droites et repos formant retour d'équerre, dont le palier est porté par une voûte d'arête retombant sur des piles carrées et des colonnes.
De vastes communs des XVIIe, XVIIIe et XIXe siècles occupent, à l'est, une échancrure de la falaise.
Le château est une propriété privée et ne se visite pas.

## Historique
- 1218 : le lieu est mentionné pour la première fois
- 1473 : le fief passe entre les mains de Jean de Messey et de François de Saulx
- 1584 : les Messey ayant réuni les divers éléments du fief, notamment une tour située près de l'église, le transmettent à Jean III de Damas par son mariage avec Catherine de Messey
- 1740 : Antoine-François de Damas fait bâtir un nouveau château sur un emplacement sans doute vierge jusqu'alors de toute construction
- 1747 : à sa mort, le précédent laisse ses biens à sa sœur, Marie-Philippe-Nicole Damas de Marcilly, qui habitait avec lui à Sassangy
- 1750 : celle-ci lègue ses biens à son cousin Jean-Pierre Damas de Thianges, maréchal de camp, qui poursuit l'embellissement du château, qu'entourent des bosquets et un vaste parc à l'anglaise
- 1792 : dernier de sa lignée, ce cousin vend le domaine
- début XIXe siècle : acquisition par la famille de La Roche Nully La Carelle
- fin XIXe siècle : la propriété passe ensuite à la famille de Fleurieu
- 1923 : le château est vendu à Jean-Louis Bonnot, géomètre à Chalon
- 1960 : par héritage, le domaine échoit à Albert Bourgeon